# Alpette

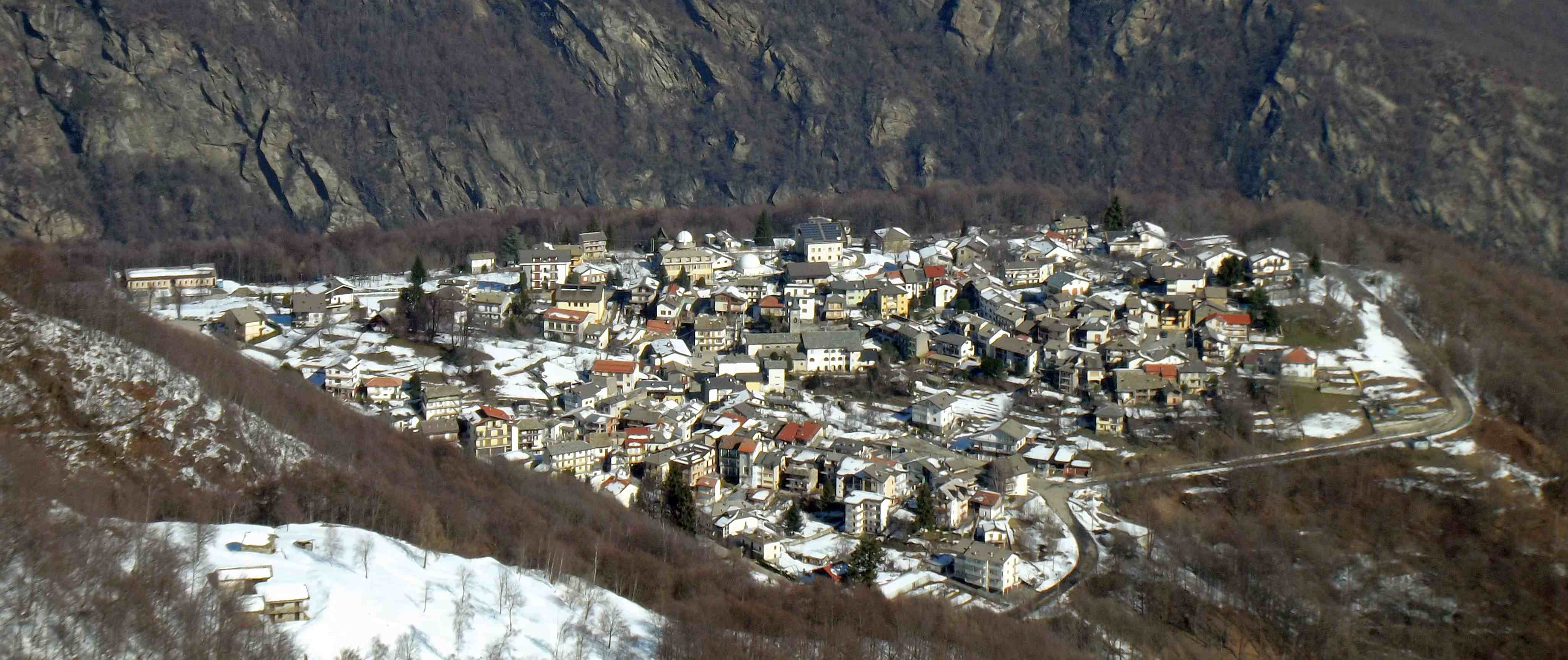
Alpette vista da cima Mares

Alpette é uma comuna italiana da região do Piemonte, província de Turim, com cerca de 300 habitantes. Estende-se por uma área de 5 km², tendo uma densidade populacional de 60 hab/km². Faz fronteira com Pont-Canavese, Sparone, Cuorgnè, Canischio.

## Demografia
| Variação demográfica do município entre 1861 e 2011                               |
|                                                                                   |
| Fonte: Istituto Nazionale di Statistica (ISTAT) - Elaboração gráfica da Wikipedia |